# Särkkäjärvi (sjö i Ilomants, Norra Karelen)
Särkkäjärvi är en sjö i kommunen Ilomants i landskapet Norra Karelen i Finland. Sjön ligger 146,5 meter över havet. Den är 20,8 meter djup. Arean är 63 hektar och strandlinjen är 5,7 kilometer lång. Sjön  ingår i Vuoksens huvudavrinningsområde.   Den ligger omkring 69 kilometer öster om Joensuu och omkring 420 kilometer nordöst om Helsingfors. 